# Daldinia macaronesica
Daldinia macaronesica är en svampart som beskrevs av M. Stadler, Wollw. & J.M. Castro 2004. Daldinia macaronesica ingår i släktet Daldinia och familjen kolkärnsvampar.   Inga underarter finns listade i Catalogue of Life.